# Mogorovići
Mogorovići (lat. Murithorum, Mogorouici, Mogorouich, Mogorouig, Mogorouikius ili nobiles Mogorovichii), jedno od dvanaest starih hrvatskih plemena koja su tradicionalno spominju u Pacta conventi početkom 12. stoljeća.
Naziv Mogorović očuvao se i danas u imenu sela Mogorić kod Gospića.

## Povijest roda
U najstarijim izvorima (12. – 13. stoljeće) rod Mogorovića spominje se u Biogradu i u zaleđu Zadra, odakle su se iselili na područje župe Like nakon provale Mongola u Hrvatsku 1241. godine. Na području Like rod Mogorovića razdijelio se na dvije obiteljske grane: Tolimirovići i Disislavići.
Godine 1263. hrvatsko-ugarski kralj Bela IV. (1235. – 1270.) darovao je Petru Tolimiroviću neke zemlje u zamjenu za grad  Počitelj, a 1349. godine su Tolimirovići većinu svojih posjeda prodali rođacima Disislavićima. Pred kraj 15. stoljeća na području Like ima ih oko 3.500 u selima Bisići, Cahovići ili Cehovići, Crna vas, Dugošani, Gaćelezi, Grvozdnica, Kasezi, Kuklići, Lučani, Marinci, Podslun, Radina-vas, Ribnik, Sebidraža, Skurina, Stinice, Telić-selo, Vrhovljani, Zabrdo, Zahumići i Zažićno.
Pleme je u Lici imalo svoj plemenski sud za plemiće kojemu je na čelu „špan meju plemenitimi ljudi Mogorovići v Lici", a plemenom vlada župan (špan) urz petoricu rotnih sudaca i dva pristava. Prema tradicionalnoj predaji, među župane ovoga roda pripadao je Petar u vrijeme ugarskog kralja Kolomana, 1102. godine.
U 15. i 16. stoljeću Mogorovići su se dijelili na petnaestak grana od kojih su se osobito isticali Berislavići, Novakovići, Draškovići, Hlapčići i Utišenići. Hrvatski povjesničar Vjekoslav Klaić (1849. – 1928.) spominje još neke obitelji koje su pripadale plemenu Mogorovića, a koje se spominju u ispravama sve od 1490. do 1515. godine: Babići, Babonožići, Budišići, Dudulovići, Gonešići, Jakovlići, Juričići, Jurislavi, Kobasići, Korlatovići, Laikovići, Lopušići, Lovrenčići, Malići, Mihalići, Milječići, Miserići, Mitarinići, Mogorići, Nelkovići, Orlovčići, Paladinići, Petričevići-Hreljci, Piričići, Pliškovići, Podknežinići, Požarići, Pribislavići, Radčići (ili Račići), Radmančići, Skoblići, Sladojevići, Slavkovići, Sliškovići, Sopčići ili Sobčići, Srepkovići, Sučići (ili Sudčići), Surotvići, Tomašići, Tvrtkovići, Vidovići, Vitosavići, Vučići, Zoranići, Zdralići, Zdrubači i još neki.
Mnoge obiteljske grane Mogorovića nastradale su u okršajima s Turcima početkom 16. stoljeća. Nekon osvajanja Like od strane Turaka 1528. godine, Mogorovići su se raselili po različitim krajevima. Dio obiteljskih rodova odlazi prema Kupi i preko Kupe, neki se naseljavaju u Karlovcu, a neki odlaze i na teritorij današnje Slovenije (Kočevje), te u Hrvatsko zagorje (Hum na Sutli i Rusnica) i sve do Gradišća u selima Mali Borištof (Kleinwarasdorf), Cindrof (Siegendorf) i Trajštof (Trausdorf) u Austriji i Plajgor (Olmod) u Mađarskoj.

## Grb plemenitog roda Mogorovića
Prema istraživanju Emilija Laszowskog obitelji Mogorovića je, kao i pripadnici ostalih plemićkih plemena, posjedovala svoj vlastiti grb. Po istraživanjima Ivana pl. Bojničića grb nalazimo kod plemena Mogorovića, Lapčana i Gusića. Kod Mogorovića nalazimo ih na pečatima pojedinih članova plemena. Na ispravi Tomaša Mogorića iz 1490. godine nailazimo na pečat koji se sastoji od duguljastog štita sa 8 stranica, a unutar njega četiri popriječno valovite gred, iznad kojih stoji šesterokraka zvijezda. Na glagoljskoj ispravi iz 3. srpnja 1499. godine, koja se čuva u arhivu jugoslavenske akademije, vise sljedeći pečati: kneza Andrije Kobasića, Grgura Nelkovića (sudca plemenitog stola), Grgura Sopkovića iz hiže Jurislavić, Jakova Račića iz „hiže" Vučić. Poznati su i pečati s grbovima iz obitelji Petričević-Hreljac iz 1599. godine,  Babonosić, Jurja Babonosića iz 1622. godine i Baltasara Babonosića i 1646. godine. Grbove nalazimo i na nadgrobim spomenicima, kao što je to u Senju grb (štit s pet poprječnih valovitih greda, a nad njima šesterotraka zvijezda.) i na nadgrobnom spomeniku Martina Mogorića u župnoj crkvi u Mariji Gorici iznad Zaprešića.

## Vanjske poveznice
- Mogorovići Hrvatska enciklopedija
- Grb plemena Mogorovića